# Société d'histoire naturelle de Toulouse
La Société d’histoire naturelle de Toulouse (SHNT) est une société savante créée à Toulouse en 1866. Initialement, elle s’est donné pour but spécifique « d’étudier et de faire connaître la constitution géologique, la flore, et la faune de la région dont Toulouse est le centre ».

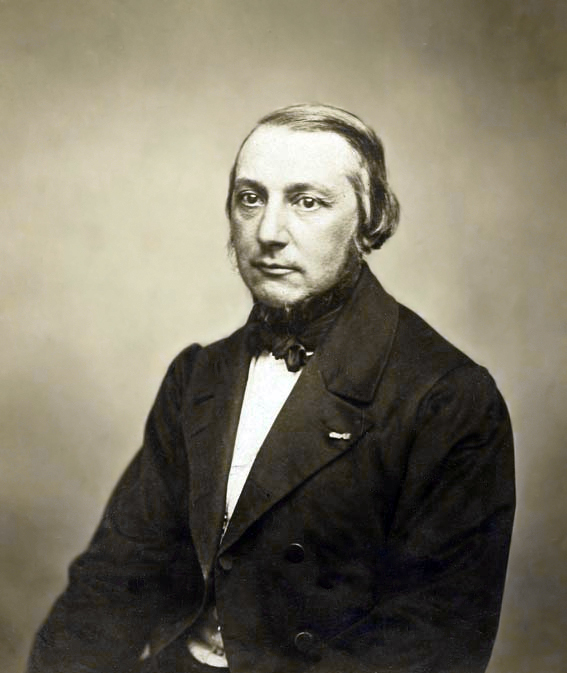
Édouard Filhol, Premier Président de la SHNT

## Historique

### Contexte
En introduction du premier rapport annuel rédigé par Eugène Trutat, secrétaire-général de la Société, publié dans le tome 1 de 1867, celui-ci écrit : « Ce premier rapport montrera, d’une manière évidente, que Toulouse n’a pas encore perdu cet amour de l’étude qui a fait autrefois sa véritable réputation ». L’Université de Toulouse a été fondée en 1229, à la suite du traité de Paris qui mit fin au conflit albigeois.

Faculté des Sciences de Toulouse, 1900

Après la suppression des universités par la Convention en 1793 et la création de l’Université de France par Napoléon en 1808, à Toulouse, l’enseignement supérieur eut plusieurs phases de réorganisation. La Faculté des Sciences de Toulouse fut créée en 1810. En 1887, elle s'installa dans la nouvelle Faculté sur les Allées Saint-Michel, devenues depuis Allées Jules Guesde, à côté de la nouvelle École de médecine. Née de la volonté commune de nombreux universitaires, la SHNT connut, dans sa localisation, les vicissitudes des Universités toulousaines. En 1921, à la suite du dépôt aux facultés scientifiques de son imposante bibliothèque constituée grâce aux échanges de publications scientifiques, ses besoins en locaux se réduisirent à des lieux de réunion et à une adresse postale pérenne, ce qui devint le cas dès 1928, avec son retour dans le giron de la Faculté des Sciences. Depuis 2011, le siège social de la SHNT est le Jardin Botanique Henri Gaussen, 2 rue Lamarck à Toulouse.
La majorité des membres fondateurs et les membres des premières années d’existence de la Société étaient enseignants à la Faculté des Sciences ou à l’École de médecine. La création de la SHNT répondait à un besoin spécifique auquel les sociétés ou académies savantes déjà existantes ne pouvaient plus suffisamment répondre, en particulier l’Académie des sciences, inscriptions et belles-lettres de Toulouse, fondée en 1640. Ces mêmes membres étaient également membres de l’Académie des sciences, inscriptions et belles lettres.

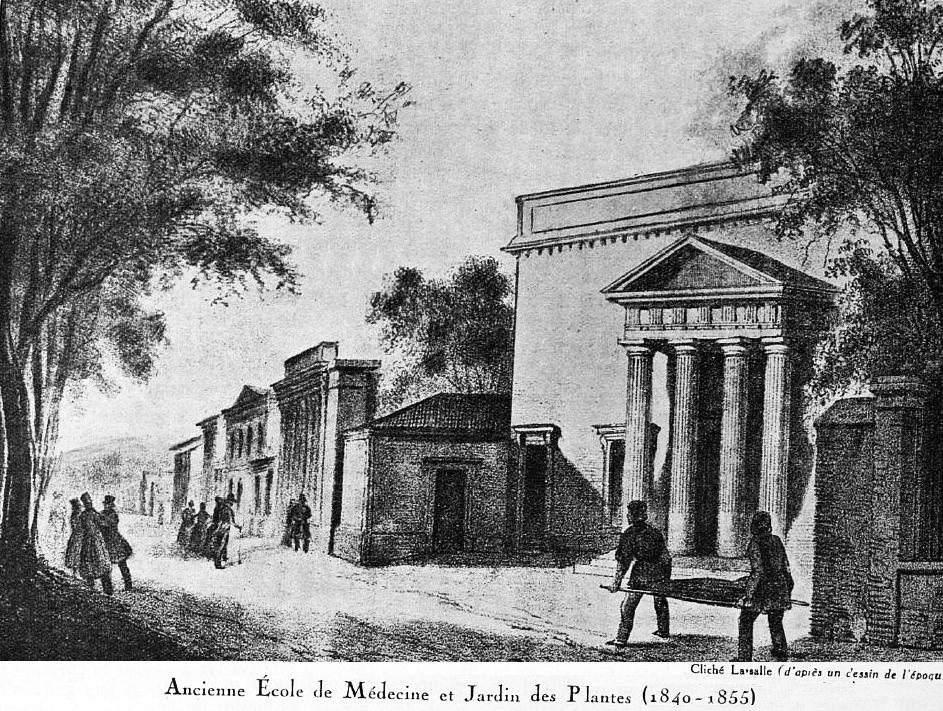
École de médecine de Toulouse, premier siège de la SHNT

### Fondation et fondateurs
La première séance constitutive se tint le 24 juillet 1866. 20 membres fondateurs y participèrent, parmi eux figurent Édouard Filhol, Émile Cartailhac, Jean-François Chalande, Eugène Trutat, Dominique Clos, Jean-Baptiste Noulet, Émile Joly. L’initiative de cette création venait d’Édouard Filhol, directeur de l’École de médecine et de pharmacie de Toulouse, directeur du Muséum depuis 1865, professeur à la Faculté des sciences, qui devint Maire de Toulouse. « Sur l’initiative apparente du bon Dr Guitard, mais en réalité grâce à l’impulsion de Filhol et de ses collègues Clos, Noulet, Joly et autres, les jeunes gens et quelques vieux amateurs fondaient la Société d’histoire naturelle de Toulouse »,.
Le premier président en fut le Dr. Édouard  Filhol. Depuis, 68 présidents lui ont succédé. En 2022, la Société vient de renouveler pour un mandat de trois ans, Michel Bilotte, Professeur émérite des Universités (Sciences de la terre, Université Paul Sabatier, Toulouse). Il est l'auteur d'une galerie des portraits des présidents qui se sont succédé de 1966 à 2015 dans un supplément au tome 154.

## Statuts
Les premiers statuts datent du 3 août 1866. Ils furent enregistrés à la Préfecture de la Haute-Garonne en 1909. Ils ont été modifiés en septembre 2015. Les statuts de 1866 ainsi que ceux de 2015 sont disponibles sur le site Internet de la Société.

## But
Le but de celle-ci est de s'occuper « de tout ce qui a rapport aux sciences naturelles, Minéralogie, Géologie, Botanique et Zoologie. Les sciences physiques et historiques dans leurs applications à l’histoire naturelle, sont également de son domaine » (Règlement publié en 1868, tome 2). Elle participe à l'accroissement des collections du Muséum d’Histoire naturelle de Toulouse. Si la Société consacre ses travaux particulièrement à la région dont Toulouse est le centre, ses statuts de 2015 stipulent qu'elle a « pour champ d’action privilégié le sud ouest de la France, les Pyrénées et le nord de l’Espagne, mais reste ouverte à toute étude qui rentre dans ses thématiques scientifiques n’importe où dans le monde ».

## Publications
L'Art. 39 du règlement de 1867 indique que « la publication des découvertes ou études faites par les membres de la Société et par les commissions, a lieu dans un recueil  [...], sous le titre de Bulletin de la Société d’Histoire naturelle de Toulouse ». Si le Bulletin est paru sans interruption depuis son tome 1 en 1867, il a cependant connu un retard de parution au moment de la Première Guerre mondiale. Le fascicule 1 du tome 47 parut en octobre  1914, le fascicule 2 ne paraîtra qu’en 1920 en même temps que le fascicule 1 du tome 48. Depuis 1981, il paraît en un tome annuel.

## Échanges de publications
« Sur la base de son Bulletin, la Société a développé un réseau d’échanges de publications scientifiques à travers le monde entier. Ces échanges ont permis la constitution d’une bibliothèque conséquente». De 20 sociétés correspondantes en 1867, elles sont 181 en 1913, 243 en 1939, 410 en 1984. Puis ce nombre décroît régulièrement, passant à 165 en 2016. Ces chiffres ainsi que le nombre décroissant de ses membres reflètent l’image de nombreuses sociétés savantes au tournant du XXIe siècle.

## Ses collections

### Spécimens et échantillons
Les spécimens et échantillons collectés par ses membres sont venus enrichir les collections du Muséum d’Histoire naturelle de Toulouse ouvert au public en 1865. Le Bulletin des vingt premières années mentionne régulièrement les différents dons d’objets faits par la Société au Muséum de Toulouse. « Dès sa fondation, les membres de la Société ont trouvé une abondante source de travail dans l’organisation du Muséum de la Ville de Toulouse, qui venait d’être créé tout récemment par le professeur Ed. Filhol ,».

### Bibliothèque
Grâce aux échanges de publications scientifiques, la Société a pu développer une bibliothèque importante. Le compte rendu de la séance du 13 janvier 1879 fait état de 473 ouvrages scientifiques. Il s’agit principalement de volumes de périodiques. A la fin de la première décennie du XXIe siècle, le fonds compte 2110 titres de périodiques arrêtés ou en cours, 1300 monographies, quelques cartes et plaquettes. Le tout représente 1100 mètres linéaires. Depuis 1921, la bibliothèque de la Société d’Histoire naturelle de Toulouse est hébergée à la bibliothèque universitaire de sciences de l’Université Paul Sabatier de Toulouse (Toulouse 3).

## Évolution
Le nombre décroissant des échanges ainsi que de ses membres reflète l’image de nombreuses sociétés savantes qui doivent se réinventer. La Société doit faire face entre autres à l'évolution des pratiques scientifiques, à l’apparition de l’édition numérique. Grâce au programme de numérisation des revues des sociétés savantes de province porté par la Bibliothèque Nationale de France (BNF), le Bulletin a été numérisé du tome 1 de 1867 à au tome 138 de 2002. Depuis 2014, il est consultable en ligne sur Gallica, la bibliothèque numérique de la BNF. Cette même année, la Société a ouvert son site Internet (shnt.fr). Ses statuts ont évolué en 2015. Elle a relancé ses cycles de conférences scientifiques qui sont accueillies au Muséum de Toulouse. Le Bulletin, passé en 1983 de son traditionnel format in-8 à un format A4, a vu sa présentation rajeunie en 2010. La revue est indexée dans Clarivate Analytics (Biosis-Biological Abstracts-Zoological records). La Société reçoit des subventions de la ville de Toulouse, de l'Université Paul Sabatier (UPS) ainsi que de la Bibliothèque universitaire de sciences de l'UPS.